# Тубу (языки)
Языки ту́бу (также тебу, тибу, теда, туда, тода; англ. tebu) — одна из двух языковых групп западносахарской ветви сахарской семьи, включает языки народа тубу. Основная территория распространения — центральные области Сахары (северные и центральные районы Чада, восточные районы Нигера, а также приграничные с Чадом территории Ливии).
Численность носителей языков тубу составляет около 423,5 тыс. человек. Группу образуют два языка — теда и даза.
Письменность языков тубу основана на латинской графике.

## О названии
Согласно традициям двух лингвистических школ, группа, образуемая языками теда и даза, имеет разные названия. По одной традиции, берущей начало с исследований И. Лукаса и принятой в серии Handbook of African languages, группу в целом и её южный ареал (язык) называют тубу (иначе — тебу, тибу), а северный ареал (язык) группы принято называть теда (иначе — туда, тода), при этом название даза относят только лишь к одной из групп южных диалектов. Согласно другой традиции, принятой прежде всего во французских работах по африканистике, группу в целом и её северный ареал называют теда, а южный ареал — даза.

## Классификация

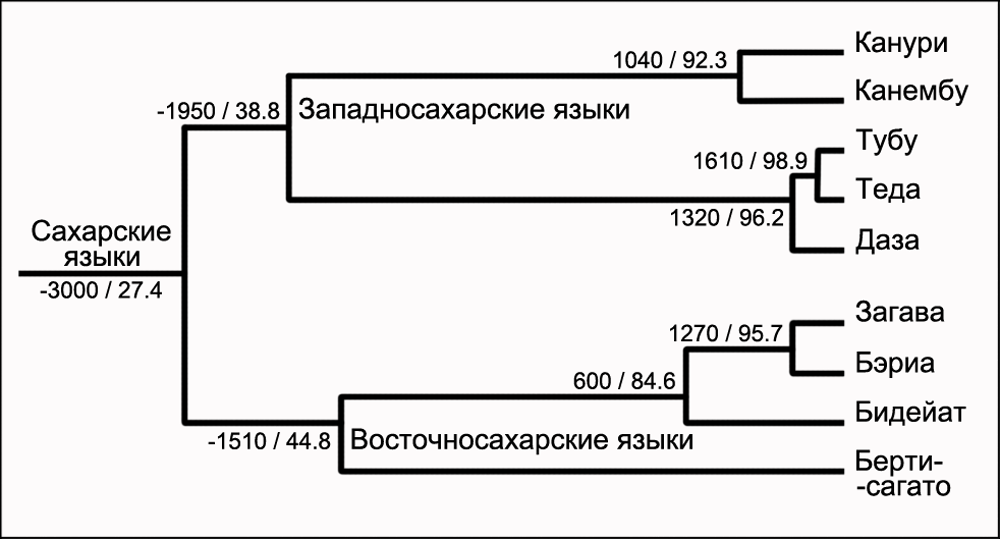
Время расхождения групп и идиомов / число когнатов в процентном соотношении в языках сахарской семьи

Группа тубу представлена следующими языками и диалектами:
- северный ареал — язык теда;
- южный ареал — язык даза с диалектами[1][7][8]:
  - собственно даза (дазага);
  - аззага (азза, аза);
  - креда;
  - каширда[~ 1][9].

Внешняя классификация группы представлена двумя основными вариантами. Первый из них, основанный на классификации А. Н. Такера и М. Брайана, определяет место группы тубу вместе с языками группы канури в составе западной ветви сахарских языков, противопоставленной восточной ветви с языками загава и берти. Подобная классификация приводится также чешским лингвистом В. Блажеком и справочником языков мира Ethnologue. Другой вариант предложен Дж. Х. Гринбергом — он выделил в составе сахарской семьи три языковых единства, при этом языки группы тубу согласно этой классификации противопоставлены как группе восточносахарских языков загава и берти, так и западносахарским языкам группы канури. Такой подход к классификации сахарских языков разделяли также Л. Бендер (L. Bender) и К. Петрачек (K. Petráček), но в работе К. Петрачека 1988 года The BER-Group of Saharan Languages (группа тубу в терминологии этого исследования обозначалась как TU) уже поддерживалась классификация А. Н. Такера и М. Брайана.
Согласно данным, представленным на схеме В. Блажека (созданной по методу лексикостатистики), расхождение идиомов теда и даза началось в XIV веке, они образуют только лишь пучок диалектов, отличаясь друг от друга прежде всего по фонетическим изменениям, совпадение в лексике у этих идиомов составляет 96,2 %. Язык теда показан как совокупность двух диалектных групп теда и тубу с лексическими совпадениями 98,9 % и временем расхождения, определяемым началом XVII века. На уровне языковых групп канури-канембу и тубу-теда-даза (средний процент совпадений 38.8) расхождение началось в начале 2-го тысячелетия до н. э. Ветвь тубу-теда-даза размещается в центре сахарского диалектного континуума как географически, так и с точки зрения лексикостатистики — она равно отстоит как от ветви канури-канембу (41,9 % совпадений у тубу и канури), так и от ветви загава-бэриа-бидейат (33 % совпадений у тубу и бэриа).

## Ареал и численность
Ареал языков тубу расположен в центральной Сахаре. Основная область распространения находится на территории Чада, в его северных, центральных и средне-западных районах — в пределах административных регионов Канем, Бахр-эль-Газаль, Тибести и Борку, а также в северной, центральной и западной частях региона Эннеди, кроме того, небольшие группы носителей языков тубу живут в регионах Батха, Хаджер-Ламис, Вади-Фера и Лак. Ареал языков тубу распространяется также к западу от Чада на территории восточного Нигера — в восточных районах региона Агадес (департамент Бильма), в центральных районах региона Диффа и в северо-восточных районах региона Зиндер. Кроме того, ареал языков тубу распространяется к северу в приграничных с Чадом районах Ливии. Небольшая часть носителей языка теда также живёт в северо-восточной Нигерии (штат Борно).
Область распространения языков тубу на севере соседствует с малонаселёнными пустынными районами Нигера, Ливии и Судана, на юго-востоке ареал тубу граничит с ареалом близкородственного восточносахарского языка загава, на юге — с ареалом чадского диалекта арабского языка и ареалом центральносуданского языка наба, на юго-западе — с ареалами западносахарских языков канембу, тумари и манга. С запада к ареалу тубу примыкают ареал ливийского диалекта арабского языка и ареал языка билма группы канури. В Нигерии небольшой ареал языка теда находится в окружении ареала языка центральный канури.
Общая численность носителей языков тубу по данным справочника Ethnologue составляет около 423 500 человек. Из них на языке теда говорят 42 500 человек, на языке даза — 381 000 человек (2006). По данным сайта Joshua Project численность говорящих на даза составляет 513 000 человек, численность говорящих на теда — 90 000 человек.
Многие носители языков тубу также говорят на широко распространённых в Чаде диалектах арабского языка, часть носителей теда и даза используют языки друг друга в качестве второго языка. Кроме того, в Нигере носители даза также владеют языком хауса, а в районах, соседних с областью расселения народа канури, говорят на языках (или диалектах) манга и тумари.